# Leslie Santana
Carolina Paz Santana de la Hoz, más conocida como Leslie Santana (Quintero, 30 de septiembre de 1954-Las Condes, 2 de enero de 2014) fue una bailarina y actriz transgénero chilena.

## Biografía
Nacida en la ciudad de Quintero. Se sometió a una cirugía de reasignación de sexo el 8 de mayo del año 1981, siendo una de las primeras personas transgénero en someterse a esta cirugía en Chile, junto con Marcia Torres.
Fue la primera mujer transgénero en casarse en España en 1991. A pesar de que legalmente figuraba como casada en España, la ley chilena no reconoció su matrimonio civil.
Trabajó en la televisión española durante varios años. Murió de meningitis el 9 de junio de 2014 en el Hospital Clínico de la Fuerza Aérea de Chile.

## Filmografía

### Cine
| Año  | Título                        | Rol   | Notas |
| ---- | ----------------------------- | ----- | ----- |
| 1994 | Hasta en las mejores familias |       | [ 4 ] |
| 2013 | La virtud de la familia       | Yoryi | [ 5 ] |